# Гео-ши
Гхео-ши или Гео-ши(исп. Gheo Shih) — (5000 г. до н.э. – 3000 г. до н.э.), на языке сапотеков словосочетание означает «Река тыквенных деревьев», — городище под открытым небом, найденное в долине Оахака, считается самым ранним образцом гражданско-церемониальной архитектуры. Расположено городище в восточной части долины Тлаколула, этот участок датируется 6670 годом до нашей эры и в основном известен как сезонный лагерь под открытым небом, что было довольно редкостью для того времени. На этом месте находится расчищенная территория, выложенная валунами, которая, как полагают, использовалась для ритуалов, танцев или спортивных соревнований. Это место могло вмещать 25–30 человек и, как полагают, было местом сбора малых групп в сезон дождей во времена архаичного периода.

## География
Гхео-Ши расположен в долине Оахака, которая находится в юго-западной части высокогорья современной Мексики. Площадь участка составляет примерно 100 на 150 м (около 1,5 га), а высота над уровнем моря составляет 1660 м. В сезон дождей (с июня по сентябрь) здесь было много стручков мескита и фруктов, а также высажены кабачки и тыквы.

## Археологические исследования
Раскопки Гхео-ши начались в 1967 году , ведущими археологами университета Мичигана были Фрэнк Хол и его жена Кент Флэннери и так же Джойс Маркус. При проведении первоначальных раскопок обнаружили два стратиграфических компонента, верхний из которых датируется 5000-4000 гг. до н. э., а нижняя часть датируется примерно 7000 г. до н. э.
Раскопки нижней части раскрыли самую заметную особенность участка — ряд параллельных рядов валунов размером 7 на 20 м, эта расчищенная область была почти полностью лишена артефактов. Существует много теорий о том, для чего могла использоваться эта область, наиболее общепринятыми являются теории выдвенутые Флэннери и Маркусом. В соответствии с пониманием социальной структуры и культуры микромакрополос Флэннери и Маркус полагают, что эта открытая область использовалась для ритуалов, танцев и, возможно,спортивных соревнований. Эта теория коррелирует с пониманием того, что макрогрупповые ритуалы архаичного периода были «ad hoc», то есть они не были связаны с датами или временем, а проводились, тогда когда присутствовало наибольшее количество людей.
Также на этом месте были найдены фрагменты Зернотёрки и каменный Тёрочник, наконечники атлатлей(Копьеметалок), а также остатики мест обработки гальки и обработки щебня. также были найдены  каменные овальные кольца, которые,предположительно, являются остатками стен жилых построек. Данные находки были найдены в округе расчищенной территории.
Даты для этого места были установлены с помощью датирования углеродом-14 на двух кусках древесного угля, скорее всего, обожженных веток, найденных в нижней стратифицированной части. даты, связанные с этими кусками, составляют 7630-7570 гг. до н. э. и 7720-7560 гг. до н. э.

## Культурное значение
Археологические свидетельства свидетельствуют об развитости гранильного ремесла в Гхео-Ши - это потвреждает что городише было центром камнеобработки. Там же были найдены небольшие камешки с вырезанными в них отверстиями, и считается, что это были в основном декоративные украшения. Эта находка имеет важное значение, поскольку она показывает, что у людей, живших там, было время и рабочая сила, на то чтобы заниматься деятельностью, не связанной с добычей пропитания. Это также подтверждает теорию макрополос.

## Споры
Вокруг Гхео-ши в кругах археологов существуют некоторые споры. Часть археологов не согласны с теориями Флэннери и Маркуса о расчищенной территории, выложенной валунами, найденной там. Многие утверждают, что камни могли перемещаться с течением времени или что, поскольку в одном месте представлены многие временные периоды, их трудно различить. Археолог Маркус Винтер из Мексиканского Национального Института Антропологии и Истории в Оахаке считает, что валуны на самом деле могли быть дорогой, построенной во времена Испанской колонизации. Маркус в ответ утверждает, что на этом месте не найдено никаких других артефактов колониальных времен и что существует четкая стратиграфия, позволяющая разграничить временные периоды.